# 韦斯特海姆 (魏森堡-贡岑豪森县)
韦斯特海姆（德語：Westheim，發音：[ˈvɛsthaɪm]）是德国巴伐利亚州中弗兰肯行政区魏森堡-贡岑豪森县的市镇，面积28.32平方千米，人口为人。